# Més que un club

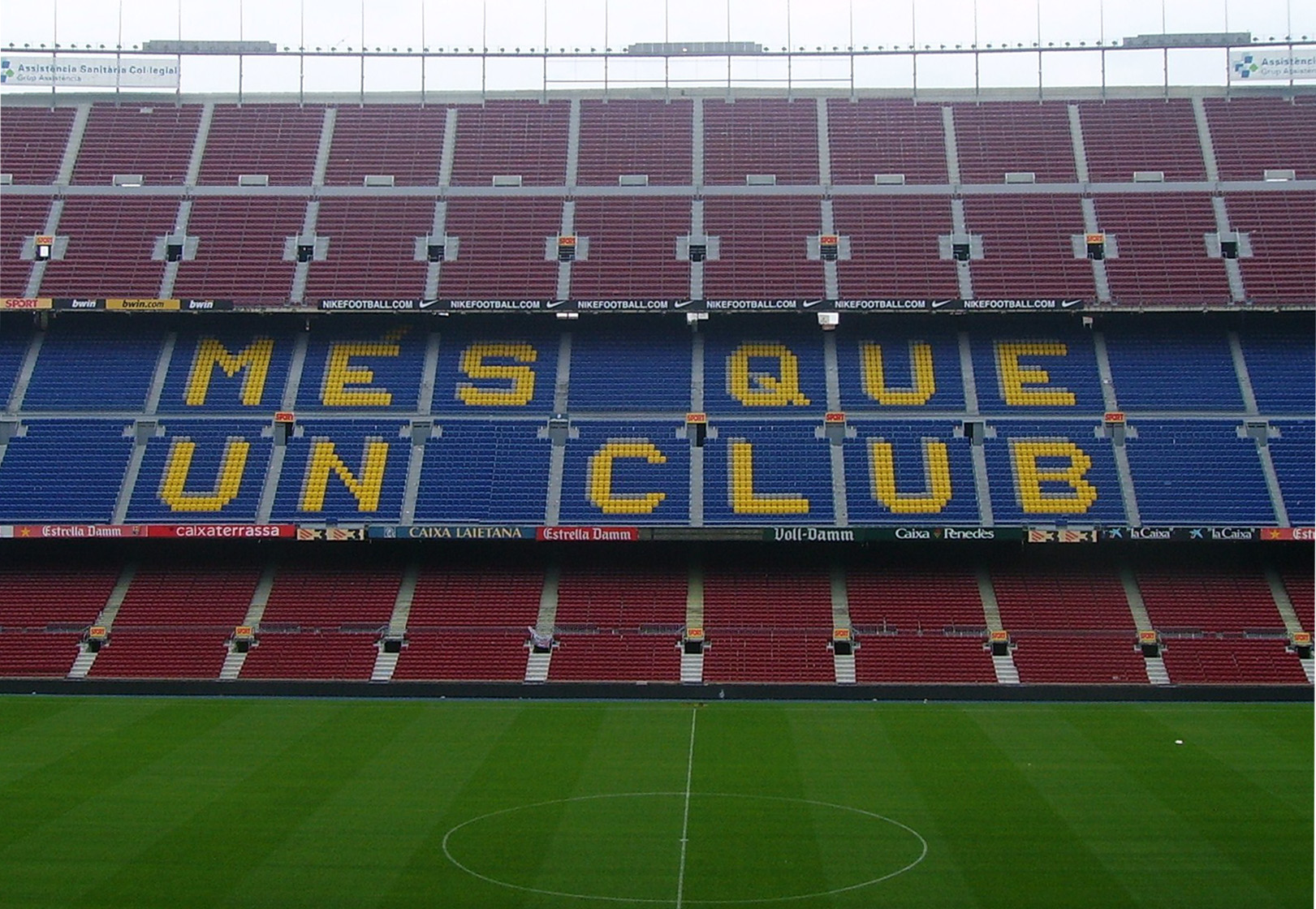
El lema a les grades del Camp Nou.

Més que un club és el lema principal i més representatiu del Futbol Club Barcelona al llarg de la seva història, que expressa la pretensió de transcendir de la seva condició de club de futbol com la institució esportiva més representativa de Catalunya i un dels seus millors ambaixadors. Així mateix, es postula com un ferm defensor dels drets i les llibertats democràtiques.
L'afició blaugrana s'ha estès d'una manera espectacular arreu del món. El nombre de socis de fora de Catalunya creix cada dia, arribant el 2011 als 180.000 socis, convertint-se en el primer club de futbol en nombre d'associats, globalitzant un Barça solidari i humanitari. Per això el club aporta cada any el 0,7 % dels seus ingressos ordinaris a la Fundació FC Barcelona i s'ha adherit als Objectius del Mil·lenni. A més, contribueix a la tasca humanitària d'UNICEF amb l'aportació d'una quantitat determinada de diners cada any.